# Maciej Staręga
Maciej Staręga (* 31. Januar 1990 in Siedlce) ist ein polnischer Skilangläufer.

## Werdegang
Staręga, der für den UKS Rawa Siedlce startet, tritt seit 2005 beim Slavic-Cup an. Dabei holte er bisher fünf Siege und belegte in der Saison 2010/11 und 2011/12 den zweiten Platz in der Gesamtwertung. Sein erstes Weltcuprennen absolvierte er im November 2010 in Gällivare, welches er mit dem 98. Platz über 15 km Freistil abschloss. Im Januar 2011 holte er in Liberec mit dem 29. Platz im Sprint seine ersten Weltcuppunkte. Bei den Nordischen Skiweltmeisterschaften 2011 in Oslo belegte er den 54. Rang über 15 km klassisch und den 33. Platz im Sprint. Seine besten Ergebnisse bei den Nordischen Skiweltmeisterschaften 2013 im Val di Fiemme waren der 41. Platz im Sprint und der 12. Platz im Teamsprint. Im Dezember 2013 schaffte er in Asiago mit dem neunten Platz im Sprint und dem siebten Platz im Teamsprint seine bisher besten Weltcupergebnisse. Seine besten Resultate bei den Olympischen Winterspielen 2014 in Sotschi waren der 66. Rang über 15 km klassisch und der 15. Rang mit der Staffel und im Teamsprint. Die Saison 2013/14 beendete er auf dem 59. Platz in der Weltcupgesamtwertung und dem 23. Platz in der Sprintwertung. Bei der Nordic Opening 2014 in Lillehammer belegte er den 79. und 2015 in Ruka den 56. Platz. Seine besten Ergebnisse bei den nordischen Skiweltmeisterschaften 2015 in Falun waren der 38. Platz im Sprint und der achte Rang im Teamsprint. Bei den nordischen Skiweltmeisterschaften 2017 in Lahti wurde er zusammen mit Dominik Bury Zehnter im Teamsprint und Achter im Sprint. Im folgenden Jahr lief er bei den Olympischen Winterspielen in Pyeongchang auf den 82. Platz über 15 km Freistil, auf den 38. Rang im Sprint und auf den 13. Platz zusammen mit Dominik Bury im Teamsprint. Bei den nordischen Skiweltmeisterschaften 2019 in Seefeld in Tirol belegte er den 59. Platz über 15 km klassisch, den 30. Rang im Sprint und den 18. Platz zusammen mit Dominik Bury im Teamsprint und bei den nordischen Skiweltmeisterschaften 2021 in Oberstdorf den 33. Platz im Sprint, den 14. Rang mit der Staffel und den zehnten Platz zusammen mit Dominik Bury im Teamsprint. 
In der Saison 2021/22 errang Staręga zwei zweite Plätze beim Slavic Cup und wurde damit Zweiter in der Gesamtwertung. Beim Saisonhöhepunkt, den Olympischen Winterspielen 2022 in Peking, belegte er den 19. Platz im Sprint und zusammen mit Kamil Bury den 15. Rang im Teamsprint.
Bei polnischen Meisterschaften siegte er bisher achtmal im Sprint (2011–2013, 2015–2017, 2019, 2021), fünfmal im Teamsprint (2015–2019), viermal über 30 km (2011, 2013, 2016, 2018) und dreimal mit der Staffel (2016, 2018, 2019).

## Privates
Seit dem Jahr 2019 ist Maciej Starega mit der Biathletin Monika Hojnisz verheiratet.

## Teilnahmen an Weltmeisterschaften und Olympischen Winterspielen

### Olympische Spiele
- 2014 Sotschi: 15. Platz Staffel, 66. Platz 15 km klassisch, 67. Platz Sprint Freistil
- 2018 Pyeongchang: 13. Platz Teamsprint Freistil, 38. Platz Sprint klassisch, 82. Platz 15 km Freistil
- 2022 Peking: 15. Platz Teamsprint klassisch, 19. Platz Sprint Freistil

### Nordische Skiweltmeisterschaften
- 2011 Oslo: 18. Platz Teamsprint klassisch, 33. Platz Sprint Freistil, 54. Platz 15 km klassisch
- 2013 Val di Fiemme: 12. Platz Teamsprint Freistil, 16. Platz Staffel, 41. Platz Sprint klassisch, 57. Platz 15 km Freistil
- 2015 Falun: 8. Platz Teamsprint Freistil, 15. Platz Staffel, 38. Platz Sprint klassisch, 48. Platz 15 km Freistil
- 2017 Lahti: 8. Platz Sprint Freistil, 10. Platz Teamsprint klassisch
- 2019 Seefeld in Tirol: 18. Platz Teamsprint klassisch, 30. Platz Sprint Freistil, 59. Platz 15 km klassisch
- 2021 Oberstdorf: 10. Platz Teamsprint Freistil, 14. Platz Staffel, 33. Platz Sprint klassisch
- 2023 Planica: 8. Platz Teamsprint Freistil, 49. Platz Sprint klassisch, 61. Platz 15 km Freistil
- 2025 Trondheim: 15. Platz Teamsprint klassisch, 17. Platz Staffel, 31. Platz Sprint Freistil

## Siege bei Continental-Cup-Rennen
| Nr. | Datum            | Ort           | Disziplin                    | Serie      |
| --- | ---------------- | ------------- | ---------------------------- | ---------- |
| 1.  | 9. Januar 2011   | Wisła         | 12,5 km Freistil Massenstart | Slavic Cup |
| 2.  | 12. Februar 2011 | Gerlachov     | Sprint Freistil              | Slavic Cup |
| 3.  | 21. Januar 2012  | Štrbské Pleso | Sprint klassisch             | Slavic Cup |
| 4.  | 9. März 2013     | Kremnica      | Sprint Freistil              | Slavic Cup |
| 5.  | 9. März 2019     | Wisła         | Sprint klassisch             | Slavic Cup |

## Platzierungen im Weltcup

### Weltcup-Statistik
Die Tabelle zeigt die erreichten Platzierungen im Einzelnen.
- 1.–3. Platz: Anzahl der Podiumsplatzierungen
- Top 10: Anzahl der Platzierungen unter den ersten zehn
- Punkteränge: Anzahl der Platzierungen innerhalb der Punkteränge
- Starts: Anzahl gelaufener Rennen in der jeweiligen Disziplin
- Hinweis: Bei den Distanzrennen erfolgt die Einordnung gemäß FIS.

| Platzierung               | Distanzrennen a | Distanzrennen a | Distanzrennen a | Distanzrennen a | Distanzrennen a | Skiathlon Verfolgung | Sprint | Etappen- rennen b | Gesamt | Team c | Team c  |
| Platzierung               | ≤ 5 km          | ≤ 10 km         | ≤ 15 km         | ≤ 30 km         | > 30 km         | Skiathlon Verfolgung | Sprint | Etappen- rennen b | Gesamt | Sprint | Staffel |
| ------------------------- | --------------- | --------------- | --------------- | --------------- | --------------- | -------------------- | ------ | ----------------- | ------ | ------ | ------- |
| 1. Platz                  |                 |                 |                 |                 |                 |                      |        |                   |        |        |         |
| 2. Platz                  |                 |                 |                 |                 |                 |                      |        |                   |        |        |         |
| 3. Platz                  |                 |                 |                 |                 |                 |                      |        |                   |        |        |         |
| Top 10                    |                 |                 |                 |                 |                 |                      | 6      |                   | 6      | 3      |         |
| Punkteränge               |                 |                 |                 |                 |                 |                      | 63     |                   | 63     | 19     | 7       |
| Starts                    | 4               | 16              | 27              | 3               | 1               | 19                   | 122    | 7                 | 199    | 19     | 7       |
| Stand: Saisonende 2024/25 |                 |                 |                 |                 |                 |                      |        |                   |        |        |         |

### Weltcup-Gesamtplatzierungen
| Saison  | Gesamt | Gesamt | Sprint | Sprint |
| Saison  | Punkte | Platz  | Punkte | Platz  |
| ------- | ------ | ------ | ------ | ------ |
| 2010/11 | 2      | 171.   | 2      | 109.   |
| 2011/12 | -      | -      | -      | -      |
| 2012/13 | 15     | 133.   | 15     | 79.    |
| 2013/14 | 103    | 59.    | 103    | 23.    |
| 2014/15 | 81     | 70.    | 81     | 30.    |
| 2015/16 | 91     | 65.    | 91     | 29.    |
| 2016/17 | 114    | 57.    | 114    | 22.    |
| 2017/18 | 34     | 90.    | 34     | 45.    |
| 2018/19 | 33     | 96.    | 33     | 49.    |
| 2019/20 | 14     | 120.   | 14     | 72.    |
| 2020/21 | 10     | 118.   | 10     | 71.    |
| 2021/22 | 54     | 69.    | 54     | 34.    |
| 2022/23 | 352    | 44.    | 352    | 19.    |
| 2023/24 | 43     | 139.   | 43     | 73.    |
| 2024/25 | 85     | 122.   | 85     | 56.    |